# Mark Bedford
Mark William Bedford, detto Bedders (Londra, 24 agosto 1961), è un bassista britannico, membro del gruppo 2 tone ska Madness.